# Patina

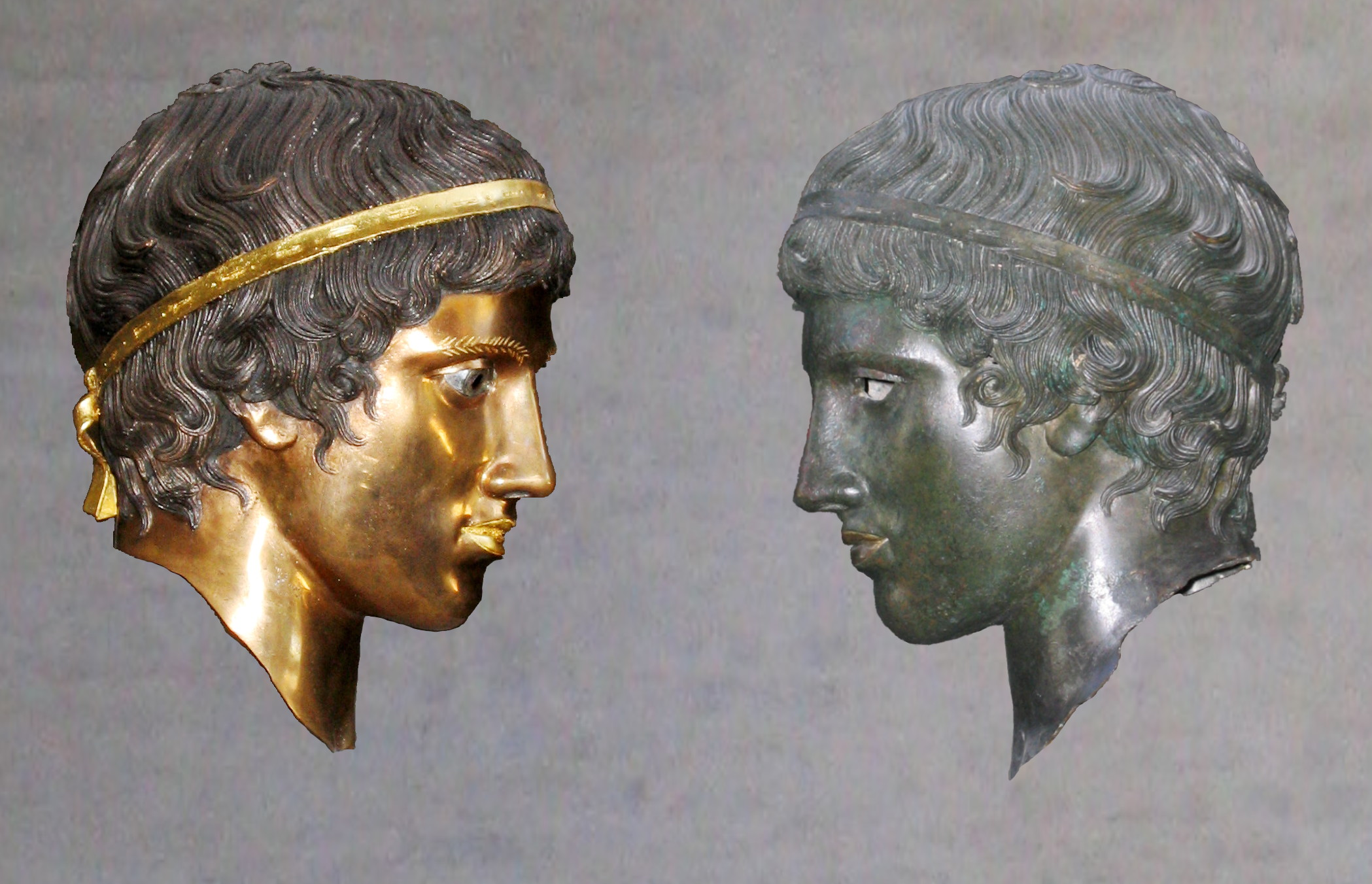
Frischer Bronzeguss mit Farbfassung links und antikes Original mit natürlicher Patina rechts

Patina (zu italienisch patina „dünne Schicht“, „Firnis“) ist eine durch natürliche oder künstliche Alterung entstandene Oberfläche (Struktur und Farbe).

## Grundlagen
Die Patina ist eine Schicht, die aus den Verwitterungsprodukten der Oberfläche, Sedimentation von Schwebteilchen der Luft (Staub, Aerosolen) sowie den chemischen Reaktionsprodukten dieser Stoffe entsteht:
- Ölbilder patinieren, weil der Firnis, der neu tunlichst farbneutral-transparent ist, durch Oxidation vergilbt (davon leitet sich die italienische Bezeichnung ab). Für die Farbwirkung des Bildes ist das störend.
- Eine Skulptur, die den Einflüssen des Wetters ausgesetzt ist, erhält durch die chemischen oder korrosiven Einflüsse eine einzigartige, oft sehr attraktive Oberfläche. Hier ist die Patina gewünscht, solange sie nicht unansehnlich ist.
- Wandmalereien sind starker Patinierung ausgesetzt. Ein besonderes Problem ist das am Fresko, weil durch dessen Herstellungsprinzip im Laufe der Zeit nach der Farbschicht auch die Patina mit einsintert. Sie lässt sich also unter Umständen nicht mehr entfernen, ohne das Fresko (bzw. seinen Schutz) zu zerstören.

Die Patina gilt als Beweis für das Alter eines Objekts. Das hat zwei Auswirkungen:
- in der Restaurierung
- Patinierung als künstliche Alterung.

### Die Patina in der Restaurierung
In der modernen Restaurierung wird die Patina mit zur Originalsubstanz gezählt, da sie die Objektgeschichte dokumentiert wie wenige andere Aspekte des Erhaltungszustands. Von einem Konzept des „Erstrahlens in neuem Glanz“ hat sich die Denkmalpflege distanziert, trotzdem ist eine Reinigung eines Objekts im Rahmen der Restaurierung unumgänglich. Inwiefern die Patina also erhalten werden soll, ist bei jedem Objekt abzuwägen.

### Patinieren
Weil die Patina das Alter einer Oberfläche so betont, kann sie einerseits als künstlerisches Ausdrucksmittel genutzt werden, um einem Objekt das „harte“ Neue zu nehmen, oder in der Fälschung, um das Neue zu vertuschen. Bei Restaurierungen werden oft neu ergänzte Teile patiniert, um den Kontrast zwischen alt und neu zu minimieren und einen geschlossenen Gesamteindruck zu erzeugen. Anders als bei der Fälschung soll aber der Unterschied bei genauem Hinsehen erkennbar bleiben. In der zeitgenössischen Kunst wird Patina oft zur Unterstreichung der künstlerischen Wirkung einer Skulptur herangezogen. Dadurch gewinnt eine Skulptur an Plastizität, die Oberfläche wirkt lebendiger.
Zum Patinieren wird die Oberfläche oft mit einer Farbschicht oder Lasur überzogen und dann mit verschiedenen Techniken weiterbearbeitet (kratzen, bürsten, polieren etc.). Tiefen werden meist mit einer dunkleren Farbgebung betont, während die Höhen durch eine helle Farbgebung hervorgehoben werden. Für die Herstellung der künstlichen Patina werden insbesondere folgende Materialien verwendet: Öllasur, Acryl, Wachs, Beize, Spirituslasur sowie Farbstoffe und -pigmente.
Patinieren als „künstliche Alterung“ ist auch in Bühnenbau, Kostümbildnerei, bei der Tiffany-Glaskunst und im Modellbau üblich.

## Patina an Metallen

### Gold und Silber
Das Patinieren von Glanzvergoldung und -versilberung unterscheidet sich von anderen Metallpatinae: Die natürliche Patina, insbesondere von Gold, lässt sich künstlich kaum herstellen, aber weder Gold noch Silber dürfen angelöst werden. Daher lassen sich Metallbelegungen nur in öliger Technik patinieren. Angewendet wird das in der Restaurierung bei der Ausbesserung einer Vergoldung, wo die frische Oberfläche übermäßig aufdringlich wäre.

### Kupfer und Kupferlegierungen

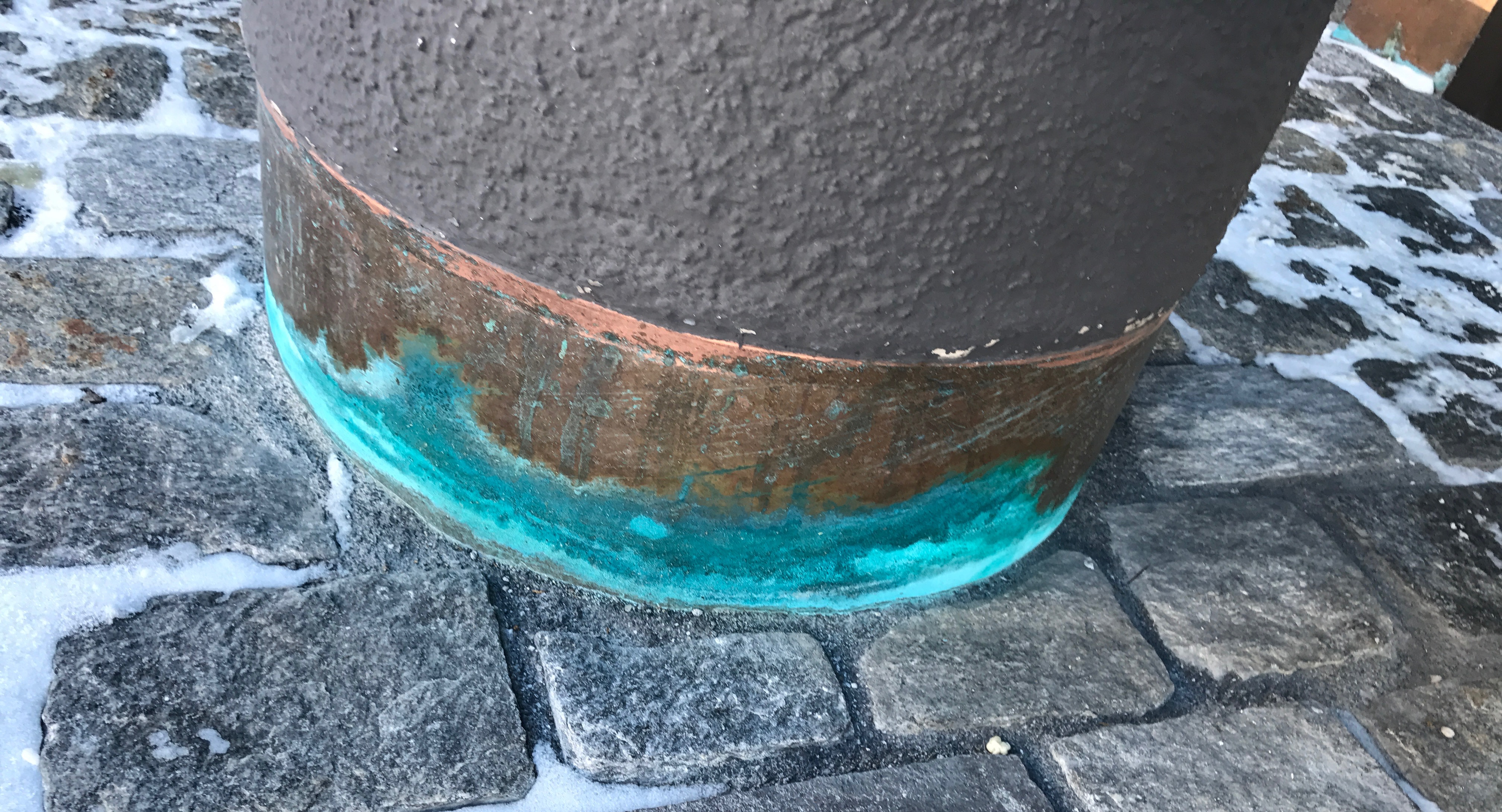
Patina an Kupferblech

Kupferpatina, fälschlicherweise auch oft Grünspan genannt, entsteht durch Kupfer-(carbonat-sulfat-chlorid)-hydroxid-Gemische, Kupferurate oder Salze anderer organischer Säuren (basische Kupferverbindungen), die sich durch Korrosion auf Bauteilen aus Kupfer bilden, die der Witterung ausgesetzt sind, oder durch das Beizen von Kupfer und Kupferlegierungen wie Bronze künstlich erzeugt werden. Bei der Grünfärbung an Kupferbauteilen handelt es sich ausschließlich um nicht wasserlösliche Oxidationsprodukte des Kupfers, die eine witterungsbeständige, festhaftende, stabile und selbstheilende Schutzschicht bilden. Es handelt sich also nicht um eigentlichen „Grünspan“, eine Trivialbezeichnung für Kupferacetat, das sich bei der Reaktion mit Essigsäure bildet und wegen seiner Wasserlöslichkeit keine schützenden Eigenschaften hat.
Natürliche Patina besteht vorwiegend aus in Schichtgittern (Brucit-Typ) kristallisierten basischen Salzen. Zu diesen gehören das basische Kupfersulfat, jedoch weniger (basisches) Kupfercarbonat und Kupferchloride (ein- und zweiwertig). Die typische Färbung der Kupfersalze der mattgrünen Patina umfasst Farbton-Nuancen vom türkisfarbenen Kupfer-chloridhydroxid über das grünblau bis tiefblaue Kupferhydroxid (Bremer Grün/Blau) – entsprechend Malachit und Azurit bei den Carbonaten – und das hochblaue Kupfersulfat (veraltete Bezeichnung: Kupfervitriol) bis zum schwarzen Kupfersulfid und Kupferoxid.

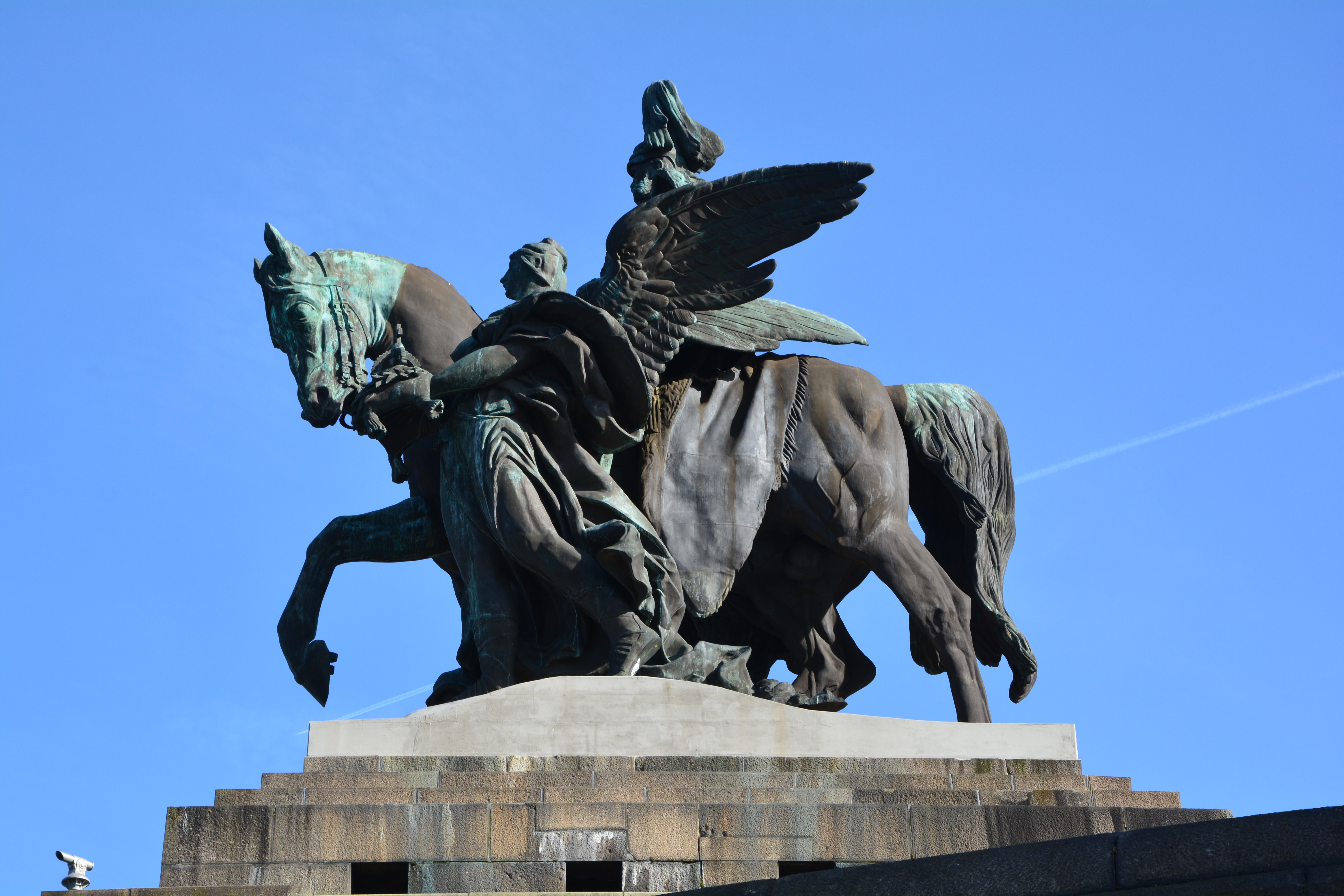
Reiterstandbild am Deutschen Eck in Koblenz mit unterschiedlicher Patinierung

#### Witterungsbedingtes Entstehen
Natürliche Kupferpatina entsteht an der Atmosphäre allmählich unter der Einwirkung von CO2, SO2 (in Meeresnähe auch Chloriden) und anderen Stoffen, die neben Wasserdampf in der Luft enthalten sind. Unabhängig von ihrer Zusammensetzung stellt sie einen optimalen Schutz gegen weitere Korrosionsangriffe dar und garantiert somit die hohe Haltbarkeit.
Die Farbe der Patina ist neben den Umwelteinflüssen auch von der Zusammensetzung des Metalls abhängig, was bei Verwendung unterschiedlicher Legierungen an einem Objekt zu unerwünschten Effekten führen kann: Das ab 1989 rekonstruierte Reiterstandbild auf dem Deutschen Eck in Koblenz zeigte bei seiner Aufstellung noch eine einheitliche, künstlich erzeugte Patina; durch die unterschiedliche Zusammensetzung der für die einzelnen Gussteile verwendeten Bronze veränderte sie sich jedoch mit der Zeit so, dass die Einzelteile heute verschieden gefärbt und deutlich zu unterscheiden sind.
Ein weiteres Beispiel für witterungsbedingte Kupferpatinierung ist die Freiheitsstatue, ebenso sind viele kupfergedeckte Kirchtürme grün dank Patina.

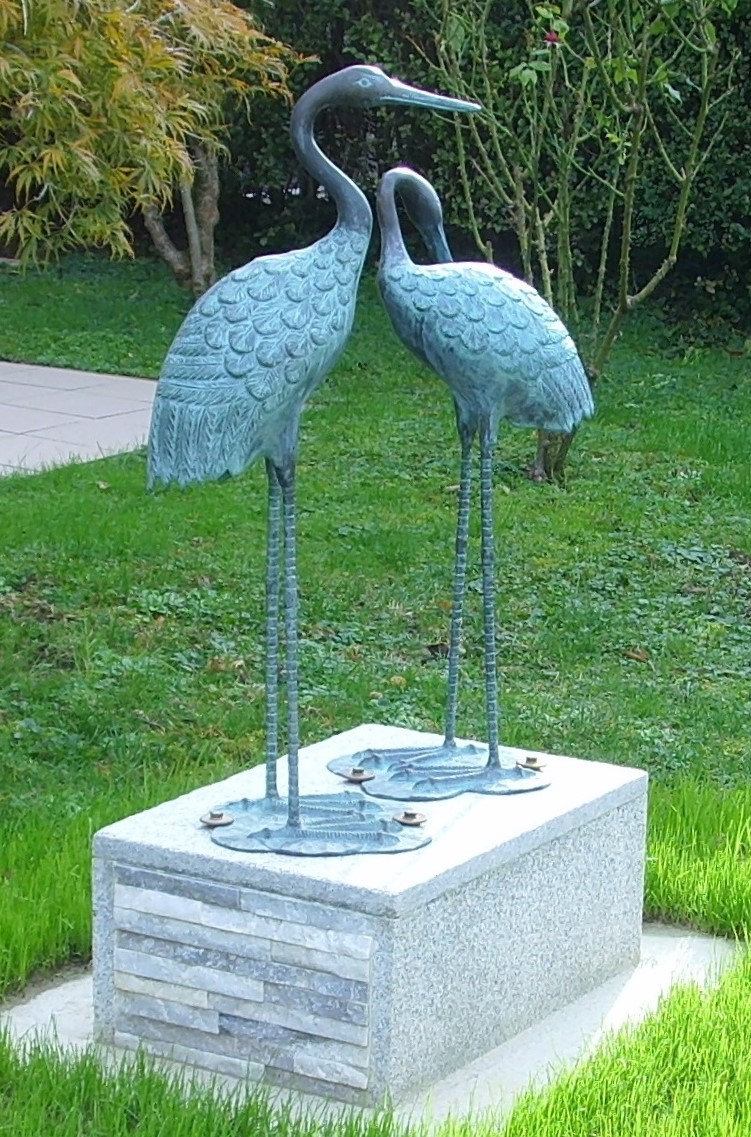
Künstliche Kupferpatina auf einer Kranich-Statue

#### Künstliche Kupferpatina
Zum Patinieren von Kupfer gibt es unterschiedliche Verfahren. Man kann das Kupfer
- zusammen mit einer Schale mit Salzsäure und Kalk (z. B. Kalkstein- oder Marmorstücke) längere Zeit unter eine Glasglocke stellen, wobei sich Kohlendioxid bildet,
- wechselweise zwölf Stunden lang in zehnprozentige Ammoniumsulfatlösung tauchen und an der Luft trocknen lassen,
- mit einer Lösung aus 13 Gramm Salmiak und 6 Gramm Kleesalz auf einen Liter Wasser bestreichen,
- mit einer Lösung aus Schwefelleber (Kaliumpolysulfid) in Wasser bestreichen. Es bildet sich schwarzes Kupfer(II)-sulfid.

Zur Patinierung von Dachdeckungen finden sich zahlreiche historische Rezepturen, die unter anderem Pferdegülle enthalten, welche zu Uratbildung führt.

#### Messing
Feuerpatinierung von Messing, siehe auch: Ikora.

### Eisen
Eisenlegierungen können brüniert werden. Dabei wird ein Werkstück in einer Brünieranlage mit 2 bis 3 beheizten Bädern mit Säuren oder Laugen, bei ca. 150 °C eine Zeit lang untergetaucht. Während der Brünierung oxidiert die Oberfläche zu Eisen-(II,III)-Oxid, was dem Werkstück einen dünnen Korrosionsschutz mit charakteristischer Färbung von Braun bis ins Schwarze verleiht.

#### Schmiedeeisen
Schmiedeeisen, welches nicht der Witterung ausgesetzt wird, kann durch den Auftrag von Öl oder Wachs eine gleichmäßige Oberfläche erhalten und vor Rost geschützt werden.
Wenn Bienen- oder ein anderes Wachs auf das noch heiße oder wieder aufgewärmte Werkstück gerieben oder gestrichen wird, verteilt es sich in alle Poren des Materials.
Pflanzen- oder Mineralöle verteilen sich auch bei kaltem Auftrag gut. Der Auftrag auf heißem Stahl kann jedoch eine dunklere Oberfläche erzeugen.
Dabei ist zu beachten, dass sich Öle, Fette und Wachse je nach Flammpunkt beim Auftrag entzünden können.
Raue Oberflächen können auch in heißem Zustand mit einem Baumwolltuch abgerieben werden, um eine rußig schwarze Oberfläche zu erhalten, die dann durch den Auftrag eines trocknenden Öls fixiert werden kann.

### Aluminium
Aluminium kann durch Bestreichen mit Öl, zum Beispiel Lein- oder Olivenöl, und anschließendes Erhitzen auf etwa 400 °C eine bräunlich gefärbte Patina erhalten. Diese Patina wird auch geschaffen, wenn Aluminium auf 400 °C erhitzt und sofort in Leinöl abgeschreckt wird. In der Industrie sind durch Eloxierung weitere Färbungen möglich.

## Teepatina
Beim Aufbrühen von Tee in einer Kanne entsteht ein häufig brauner Überzug an den Innenwänden, der auch Patina genannt wird. Bei professioneller Zubereitung wie auch in Tee-Zeremonien wird die Teekanne nur mit Wasser ohne Spülmittel ausgewaschen, damit die Kanne keine fremden Geschmacksstoffe aufnimmt. Oft wird jene Teepatina dabei belassen.